# Mallinella nomurai
Mallinella nomurai là một loài nhện trong họ Zodariidae.
Loài này thuộc chi Mallinella. Mallinella nomurai được Hirotsugu Ono miêu tả năm 2003.